# Gratie
Onder gratie of genade wordt het kwijtschelden, verminderen of veranderen verstaan van straffen die door de rechter zijn opgelegd. Amnestie betekent het volledig kwijtschelden van een straf, aan bepaalde individuen of aan allen die voor een bepaald strafbaar feit zijn veroordeeld.
Gratie is niet hetzelfde als vrijspraak. Vrijspraak houdt in dat het ten laste gelegde feit niet wettelijk en overtuigend bewezen is. Vroeger werd gratie soms verleend aan mensen die beweerden dat ze onterecht veroordeeld waren. Nu bestaat hiervoor een beroepsprocedure. Sommigen beschouwen het verkrijgen van gratie dan ook als een schuldbekentenis: Alfred Dreyfus (onterecht veroordeeld voor spionage) kreeg in 1899 gratie en nam daar geen genoegen mee.
Er kan onderscheid worden gemaakt tussen:
- individuele gratie, toegekend aan een bepaalde persoon, op grond van diens persoonlijke omstandigheden
- collectieve gratie, toegekend aan groepen personen, vanwege een bijzondere gelegenheid, zoals een verjaardag of regeringsjubileum van het staatshoofd.

In sommige landen heeft een rechter niet de mogelijkheid minder dan een wettelijke minimumstraf op te leggen. Vindt de rechter dat onrechtvaardig (bijvoorbeeld omdat de verdachte gedwongen werd of met goede bedoelingen handelde), dan zal de rechter bij het staatshoofd een gratieverzoek indienen. In de praktijk wordt zo'n verzoek vrijwel altijd ingewilligd.
Gratie wordt soms ook toegepast in landen waar de doodstraf officieel nog bestaat, maar waar deze niet meer uitgevoerd wordt. Ter dood veroordeelden kunnen dan gratie inroepen, hierbij wordt de doodstraf omgezet in een levenslange gevangenisstraf.
Gratie wordt zowel in Nederland als in België verleend bij koninklijk besluit.

## België
In België wordt het recht van de Koning om straffen kwijt te schelden 'recht van genade' genoemd. 'Koning' dient verstaan te worden als 'Uitvoerende macht', dit wil zeggen de koning (of regent) als staatshoofd, samen met de regering en op initiatief van de bevoegde minister. Het is het staatshoofd onmogelijk om persoonlijk genade te verlenen. Aanvragers kunnen hun verzoek aan de minister richten, maar kunnen zich ook in een handgeschreven brief richten tot de Koning der Belgen. Alle aanvragen komen terecht, voor onderzoek en advies, bij de bevoegde 'Dienst Genade' van het Ministerie van Justitie.

## Nederland

### In welke gevallen kan gratie worden verleend?
Gratie kan worden verleend van alle hoofdstraffen, bijkomende straffen en bepaalde maatregelen die door een Nederlandse strafrechter zijn opgelegd.
Er zijn twee redenen waarom gratie kan worden verleend:
- op grond van feiten of omstandigheden waarvan de rechter niet op de hoogte was en die waarschijnlijk tot een lichtere straf of geen straf hadden geleid, als de rechter dit geweten had, bijvoorbeeld, als achteraf blijkt dat de daad door een ander was uitgelokt;
- als het ten uitvoer leggen of voortzetten van de straf geen enkel redelijk doel meer dient, bijvoorbeeld, als de veroordeelde chronisch ziek is geworden en niet meer in een gevangenis kan verblijven.

In alle gevallen geldt ook dat er sprake moet zijn van een onherroepelijke veroordeling. Dat wil zeggen dat geen hoger beroep of cassatie meer mogelijk is.

### Wanneer kan geen gratie worden verleend?
In de eerste drie maanden nadat het vonnis of arrest onherroepelijk is geworden, wordt in principe geen gratie verleend. Verder kan geen gratie worden verleend bij geldboeten die lager zijn dan 340 euro. Ook kan geen gratie worden verkregen van bijvoorbeeld transacties met de officier van justitie en van belastingaanslagen. In deze gevallen is namelijk geen sprake van een straf of maatregel die door de strafrechter is opgelegd.

### Hoe wordt een gratieverzoek ingediend?
Voor het indienen van een gratieverzoek wordt gebruikgemaakt van het gratieformulier, dat kan worden verkregen bij het ministerie van Justitie, afdeling Justis.
Een gratieverzoek kan worden ingediend door de betrokkene zelf, maar kan ook door een advocaat of raadsman, de reclassering of familieleden worden ingediend. Als het verzoek wordt gedaan door een derde, dan wordt dat alleen in behandeling genomen als de betrokkene ermee akkoord gaat en het formulier mede ondertekent.
Om het verzoek te onderbouwen, moeten bewijsstukken worden meegestuurd. Een bewijsstuk kan zijn: een werkgeversverklaring, een verklaring van een medisch specialist of een verklaring van een afkickkliniek. Maar het kan ook een ander document zijn dat van belang kan zijn bij de beoordeling.

### Hoe wordt een gratieverzoek behandeld?
Een gratieverzoek kan worden ingediend door de veroordeelde zelf of door zijn raadsman. Verzoeken kunnen ook worden ingediend door de reclassering en familieleden. Een gratieverzoek dient gericht te worden aan de koning.
Betrokkene wordt door de politie in zijn of haar woonplaats uitgenodigd om een toelichting te geven op het gratieverzoek. Als betrokkene gedetineerd is, wordt vanuit de inrichting een rapportage opgemaakt. De politie-inlichtingen of inrichtingsrapportage gaat samen met het gratieverzoek naar het Openbaar Ministerie, waarna een advies (het verslag) wordt uitgebracht. Daarna gaat het gehele pakket naar de rechter (die destijds de straf heeft opgelegd). De rechter brengt advies uit aan de koning. Op het ministerie vindt daarna de praktische voorbereiding van de beslissing plaats.
De gemiddelde behandelingsduur van een gratieverzoek is zes maanden.
Als een gratieverzoek is afgewezen dan is de zaak daarmee in principe afgedaan. Als een tweede gratieverzoek wordt ingediend en er is sprake van nieuwe omstandigheden dan kan dit in behandeling worden genomen. Het tweede verzoek heeft echter geen opschortende werking.